# Pleasant Hill
Pleasant Hill je město ve Spojených státech amerických. Nachází se v okrese Contra Costa County ve státě Kalifornie. Ve městě žije přibližně 35 tisíc obyvatel a jeho rozloha činí 18,3 km². Leží v San Francisco Bay Area. Na jihu sousedí s městem Walnut Creek a na východě s městem Concord.
Město bylo založeno 14. listopadu 1961. Ve městě má kampus Diablo Valley College a soukromá vysoká škola John F. Kennedy University.

## Partnerská města
- Chilpancingo, Mexiko